# Pesach Gruper
Pesach Gruper (hebrejsky פסח גרופר‎, 21. srpna 1924 – 29. dubna 2013) byl izraelský politik, který v 80. letech zastával funkci izraelského ministra zemědělství.

## Biografie
Narodil se v Jaffě ještě za dob britské mandátní Palestiny a vyrůstal v telavivské čtvrti Neve Cedek. Ve čtrnácti letech se spolu s rodinou přestěhoval do severoizraelského Atlitu, kde od té doby žil až do své smrti. V letech 1959 až 1962 a 1969 až 1971 stál v čele zdejší místní rady.
Ve volbách v roce 1973 byl zvolen poslancem Knesetu za stranu Likud a svůj poslanecký mandát obhájil i v následujících volbách v letech 1977 a 1981. V srpnu 1981 byl jmenován náměstkem ministrem zemědělství a tento post zastával až do roku 1983, kdy se stal ministrem zemědělství ve vládě Jicchaka Šamira. O svůj ministerský post přišel po volbách v roce 1984, v nichž sice poslanecký mandát obhájil, nebyl však již přizván do vlády. Znovuzvolen byl v následujících volbách v roce 1988, po nichž v březnu 1990 společně se čtyřmi dalšími poslanci Likudu tuto stranu opustili a založili Stranu za pokrok sionistických ideálů (později přejmenovanou na Novou liberální stranu). Nově vzniklá strana neúspěšně kandidovala ve volbách v roce 1992, po nichž Gruper přišel o svůj poslanecký post.